# Laurent Cognet
 (mars 2022).
La mise en forme du texte ne suit pas les recommandations de Wikipédia : il faut le « wikifier ».
Les points d'amélioration suivants sont les cas les plus fréquents. Le détail des points à revoir est peut-être précisé sur la page de discussion.
- Les titres sont pré-formatés par le logiciel. Ils ne sont ni en capitales, ni en gras.
- Le texte ne doit pas être écrit en capitales (les noms de famille non plus), ni en gras, ni en italique, ni en « petit »…
- Le gras n'est utilisé que pour surligner le titre de l'article dans l'introduction, une seule fois.
- L'italique est rarement utilisé : mots en langue étrangère, titres d'œuvres, noms de bateaux, etc.
- Les citations ne sont pas en italique mais en corps de texte normal. Elles sont entourées par des guillemets français : « et ».
- Les listes à puces sont à éviter, des paragraphes rédigés étant largement préférés. Les tableaux sont à réserver à la présentation de données structurées (résultats, etc.).
- Les appels de note de bas de page (petits chiffres en exposant, introduits par l'outil «  Source ») sont à placer entre la fin de phrase et le point final[comme ça].
- Les liens internes (vers d'autres articles de Wikipédia) sont à choisir avec parcimonie. Créez des liens vers des articles approfondissant le sujet. Les termes génériques sans rapport avec le sujet sont à éviter, ainsi que les répétitions de liens vers un même terme.
- Les liens externes sont à placer uniquement dans une section « Liens externes », à la fin de l'article. Ces liens sont à choisir avec parcimonie suivant les règles définies. Si un lien sert de source à l'article, son insertion dans le texte est à faire par les notes de bas de page.
- La présentation des références doit suivre les conventions bibliographiques. Il est recommandé d'utiliser les modèles {{Ouvrage}}, {{Chapitre}}, {{Article}}, {{Lien web}} et/ou {{Bibliographie}}. Le mode d'édition visuel peut mettre en forme automatiquement les références.
- Insérer une infobox (cadre d'informations à droite) n'est pas obligatoire pour parachever la mise en page.

Pour une aide détaillée, merci de consulter Aide:Wikification.
Si vous pensez que ces points ont été résolus, vous pouvez retirer ce bandeau et améliorer la mise en forme d'un autre article.
Pour les articles homonymes, voir Cognet.
Laurent Cognet, né en 1971, est un physicien français (directeur de recherche au CNRS) dont le domaine de recherche concerne les nanosciences, l’optique et la bio-imagerie. Il invente et met en œuvre des techniques de microscopies qui permettent de localiser et de suivre le déplacement de molécules et nano-objets uniques dans les tissus biologiques vivants. Il est le frère du réalisateur Christophe Cognet.

## Biographie
Laurent Cognet a obtenu son diplôme d’ingénieur de SupOptique et son DEA d’optique photonique en 1995 puis sa thèse intitulée « miroirs atomiques : diffraction en incidence rasante et rugosité d'un miroir magnétique » en 1999 à l’Institut d’optique de Paris Sud Saclay sous la direction d'Alain Aspect, avant d’effectuer un post-doctorat en biophysique à l’université de Leyde aux Pays-Bas. Il reçoit une bourse post-doctorale Marie Skłodowska-Curie de la commission européenne et intègre le CNRS en 2000 comme chargé de recherche ; en 2005 il reçoit la médaille de bronze du CNRS. Il soutient son habilitation à diriger les recherches en 2008. Il est chercheur invité à Fulbright à l'université Rice à Houston en 2006-2007 et séjourne au Laboratoire national de Los Alamos en 2015. Depuis 2005, il enseigne à l’université de Bordeaux.
Les travaux scientifiques de Laurent Cognet ont donné lieu à une centaine de publications indexées dans Google scholar, PubMed et Arxir en raison de leur pluridisciplinarité entre la physique la chimie et la biologie. Ils concernent principalement l’utilisation de la nanophysique et de la microscopie à super-résolution pour étudier les propriétés optiques des nano-objets et permettre la détection d’une seule molécule au sein du vivant afin d'en décrire les mécanismes à l’échelle du nanomètre. il a vulgarisé son travail de recherche lors du TedX-université de Bordeaux intitulé Lumière 2.0.

## Travaux scientifiques
Multidisciplinaires et transversaux, ces travaux de recherches s’articulent autour de la physique, de la chimie et de la biologie, en particulier les neurosciences.
Le développement de nouvelles de méthodes optiques pour explorer les propriétés optiques et chimiques des nano-objets (de taille inférieure au µm) de toutes natures (protéines, molécules organiques, nanotubes de carbone, nanocristaux des semi-conducteurs, nanoparticules métalliques). Cela a participé au concept de l’imagerie photothermique hétérodyne et de la microscopie de super-résolution.
L’application des méthodes de détection de molécules uniques dans les milieux biologiques. Ces travaux ont permis de révéler le mouvement de protéines à la surface des synapses des neurones. Ces travaux ont permis des avancées conceptuelles dans le fonctionnement du cerveau.
Le troisième axe concerne les propriétés des nanotubes et en particulier la compréhension de leurs interactions avec la lumière et avec leur environnement physico-chimique. En collaboration avec des chercheurs de l'université Rice, il démontre leur capacité à se mouvoir dans des milieux encombrés par reptation, selon de principe énoncé par Pierre-Gilles de Gennes en 1971. Ces travaux se poursuivent par le développement de nouvelles sondes d’exploration du vivant à l’échelle moléculaire.

## Responsabilités institutionnelles et éditoriales
Membre de plusieurs instances de l’université de Bordeaux, il est également expert auprès de l’ERC, de l’ANR.

## Prix scientifiques
- 2011 : grand prix thématique Pierre-Faurre de l’Académie des sciences
- 2011 : prix Découvertes de l’Académie nationale des sciences, belles-lettres et arts de Bordeaux
- 2010 : prix Jean-Jerphagnon d’innovation scientifique[7]
- 2005 : médaille de bronze du CNRS